# 南木曽町立南木曽小学校
南木曽町立南木曽小学校（なぎそちょうりつ なぎそしょうがっこう）は、長野県木曽郡南木曽町にある公立小学校。同町にあった3小学校が2007年4月1日に統合し、開校した。

## 校章と由来
- 新南木曽小学校の発足にあたり、校章を募集し、大勢の方から応募があった。この校章はその中から選出されたものである。
- 南木曽町の町花であるミツバツツジと小学校の小の漢字を図案化したもの。新南木曽小学校にふさわしく、やさしくて明るい校章となった。

## 教育目標
- えがお（笑顔）
- あせ（汗）
- ゆめ（夢）

## 校歌
- 作曲: 広瀬澄子
- 作詞: 校歌策定委員会

## 沿革
- 2007年（平成19年）4月4日 南木曽小学校開校式。
- 2007年（平成19年）6月23日 南木曽小学校開校記念運動会。
- 2007年（平成19年）10月22日 南木曽小学校開校記念音楽会。
- 2009年（平成21年） - 2011年（平成23年）南木曽小学校校舎改築
- 2014年（平成26年）7月10日 - 7月14日 台風8号に伴う土石流のため休校